# 和邇村
和邇村（わにむら）は、滋賀県滋賀郡にあった村。現在の大津市の北部、琵琶湖の沿岸、湖西線の小野駅から和邇駅にかけての沿線にあたる。

## 地理
- 山岳：権現山
- 湖沼：琵琶湖
- 河川：新丹出川、和邇川、喜撰川、天川

## 歴史
- 1889年（明治22年）4月1日 - 町村制の施行により、小野村・和邇中村・今宿村・高城村・南浜村・中浜村・北浜村・栗原村の区域をもって発足。
- 1955年（昭和30年）10月1日 - 木戸村・小松村と合併し、改めて志賀町が発足。同日和邇村廃止。

## 交通

### 鉄道路線
- 江若鉄道
  - 江若鉄道線
    - 和邇駅

現在は旧村域に湖西線の小野駅・和邇駅が所在。

### 道路
- 国道161号